# José Zalazar
José Luis Zalazar Rodríguez (né le 26 octobre 1963 à Montevideo en Uruguay) est un ancien joueur international de football uruguayen, qui évoluait en tant que milieu de terrain.
Surnommé El Oso, il a joué durant la plupart de sa carrière en Espagne, surtout à l'Albacete Balompié, club de D1 espagnole. Zalazar était également connu pour sa puissance et son habileté du pied droit, ainsi que pour ses tirs de loin, surtout en coup franc.